# Tiburcio Morales
Tiburcio Morales Cañizares (n. 1887) fue un sindicalista español.

## Biografía
Maquinista ferroviario de profesión, trabajó para la Sociedad Minera y Metalúrgica de Peñarroya, estando destinado originalmente en la zona de Peñarroya-Pueblonuevo (Córdoba). Desde 1925 fue miembro del Sindicato Nacional Ferroviario de la Unión General de Trabajadores (UGT). Morales estuvo entre los promotores de la Cooperativa de Casas Baratas «Pablo Iglesias», constituida en 1926 con el fin de construir casas baratas para los trabajadores de la cuenca minera de Peñarroya.
En 1927 fue asignado por la empresa a la línea Puertollano-Minas de San Quintín, con residencia en Puertollano (Ciudad Real). Allí ingresaría en la Agrupación socialista local, llegando a ser vicepresidente de la misma, y fue presidente de la sección local del Sindicato Nacional Ferroviario de la UGT. En las elecciones municipales de abril de 1931, que desembocaron en la proclamación de la Segunda República, obtuvo el acta de concejal por el Ayuntamiento de Puertollano. Al final de la Guerra Civil fue detenido por las fuerzas franquistas y encarcelado, pasando algunos años en prisión hasta su puesta en libertad en 1943.

## Familia
Fue padre del político Cipriano Morales Liñán.